# Jamaicaans curlingteam (vrouwen)
Het Jamaicaans curlingteam vertegenwoordigt Jamaica in internationale curlingwedstrijden.

## Geschiedenis
De Jamaicaanse curlingbond Curling Jamaica werd in 2022 opgericht. Het nationale vrouwenteam maakte in oktober 2023 zijn debuut tijdens de tweede editie van het pan-continentaal kampioenschap. Jamaica werd vertegenwoordigd door een team onder leiding van skip Cristiene Hall. Het Jamaicaanse team deed het meer dan behoorlijk en wist de finale van de B-divisie te bereiken, die evenwel verloren werd van China. Hierdoor werd promotie naar de hoogste afdeling nipt gemist. In 2024 werd exact hetzelfde scenario gevolgd: Jamaica haalde de finale van de B-divisie waarin het verloor van Australië.

## Jamaica op het pan-continentaal kampioenschap
| Jaar | Plaats        | Skip            | WG            | W             | V             | PV            | PT            |
| ---- | ------------- | --------------- | ------------- | ------------- | ------------- | ------------- | ------------- |
| 2022 | Geen deelname | Geen deelname   | Geen deelname | Geen deelname | Geen deelname | Geen deelname | Geen deelname |
| 2023 | 10            | Cristiene Hall  | 7             | 5             | 2             | 69            | 38            |
| 2024 | 10            | Margot Shepherd | 9             | 6             | 3             | 81            | 57            |

Andorra · Australië · België · Brazilië · Bulgarije · Canada · China · Chinees Taipei · Denemarken · Duitsland · Engeland · Estland · Filipijnen · Finland · Frankrijk · Groot-Brittannië · Hongarije · Hongkong · Ierland · Italië · Jamaica · Japan · Kazachstan · Kenia · Kroatië · Letland · Litouwen · Luxemburg · Mexico · Nederland · Nieuw-Zeeland · Nigeria · Noorwegen · Oekraïne · Oostenrijk · Polen · Portugal · Qatar · Roemenië · Rusland · Schotland · Servië · Slovenië · Slowakije · Spanje · Thailand · Tsjechië · Tsjecho-Slowakije · Turkije · Verenigde Staten · Wales · Wit-Rusland · Zuid-Korea · Zweden · Zwitserland